# 朱塞佩·马达洛尼
朱塞佩·马达洛尼（義大利語：Giuseppe Maddaloni，1976年7月10日—），意大利男子柔道运动员。他曾代表意大利参加2000年和2008年夏季奥林匹克运动会柔道比赛，其中2000年奥运会获得一枚金牌。